# Charles King (atleta)
Conant Meigs King, detto Charles (Senatobia, 10 dicembre 1880 – Fort Worth, 19 febbraio 1958), è stato un lunghista e triplista statunitense.
Prese parte ai Giochi olimpici di Saint Louis 1904 aggiudicandosi la medaglia d'argento nel salto in lungo da fermo e nel salto triplo da fermo.

## Palmarès
| Anno | Manifestazione  | Sede        | Evento                  | Risultato | Prestazione | Note                          |
| ---- | --------------- | ----------- | ----------------------- | --------- | ----------- | ----------------------------- |
| 1904 | Giochi olimpici | Saint Louis | Salto in lungo da fermo | Argento   | 3,275 m     | Miglior prestazione personale |
| 1904 | Giochi olimpici | Saint Louis | Salto triplo da fermo   | Argento   | 10,16 m     |                               |